# パイロット スター・プレゼント
『パイロット スター・プレゼント』は、1962年10月7日から1963年5月12日までフジテレビ系列局で放送されていたフジテレビ製作のクイズ番組である。パイロット萬年筆（現・パイロットコーポレーション）の一社提供。放送時間は毎週日曜 18:30 - 19:00 （日本標準時）。

## 概要
毎回2人のゲストスターと4人の出場者が協力して5つの問題に挑み、「金のタマゴ」をいくつ獲得できるのかに挑戦していた。そして彼らが獲得した「金のタマゴ」を日本円に換算し、その額を2年後に開催される東京オリンピックの基金へ提供していた。番組タイトルは、毎回ゲストスターが持参してくるプレゼントを、クイズの終了後に会場にいる観客の中から抽選で2人にプレゼントしていたことに由来する。
司会は砂川啓介と松任谷国子が務めていた。収録は、当時東京タワーに併設されていたサテライトスタジオ「タワースタジオ」で公開形式で行われていた。